# Casiano Céspedes
Casiano Céspedes (1924 - ?) fou un futbolista paraguaià.

## Selecció del Paraguai
Va formar part de l'equip paraguaià a la Copa del Món de 1950.